# دولنو بلوتینتسی
دولنو بلوتینتسی (به بلغاری: Dolno Belotintsi) یک منطقهٔ مسکونی در بلغارستان است که در شهرستان مونتانا واقع شده‌است.